# Ngawang Choephel

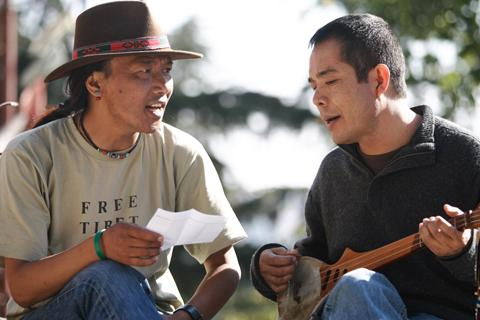
Ngawang Choephel (à droite) et un ami préparent une chanson traditionnelle pour Tibet in Song.

Ngawang Choephel est un ethnomusicologue, réalisateur de documentaires, et ancien prisonnier politique tibétain.

## Biographie
Choephel est né au Tibet en 1966, et a grandi en Inde où sa famille avait fui en 1968. Après avoir étudié la musique et la danse traditionnelles à l'Institut tibétain des arts de la scène à Dharamsala, il obtint en 1993 une bourse du programme Fulbright pour étudier deux années durant l'ethnomusicologie en tant que visiting scholar (professeur-chercheur associé) à l'université nord-américaine de Middlebury dans le Vermont. À la suite de son séjour, il réalisa un documentaire intitulé Melody in Exile (litt. « mélodie en exil »).
En juillet 1995, il se rendit, depuis l'Inde, à Lhassa au Tibet, sans passeport et simplement muni d'une carte d'identité indienne mais il était officiellement apatride, dans l'intention d'y étudier la musique et la danse traditionnelles tibétaines. Prévu pour durer quatre mois, ce projet devait lui permettre de réaliser des vidéos de danses traditionnelles, de collecter et transcrire des chants traditionnels et d'interroger les interprètes. En septembre 1995, il fut arrêté par les forces de sécurité de l'État à Shigatsé, à 270 km de Lhassa. Il ne rentra pas en Inde à la date prévue, et des sources non officielles laissèrent entendre par la suite qu'il avait été arrêté et placé en détention. Soupçonné d'espionnage, il fut maintenu au secret par les autorités chinoises pendant plus de 14 mois. En 1996, lors d'un procès à huis clos, il fut condamné à 18 ans de prison pour « espionnage et activités contre-révolutionnaires » par le Tribunal populaire intermédiaire de Shigatsé. Ce n'est que lorsque le verdict fut annoncé officiellement par la radio que la Chine confirma qu'il était détenu depuis un an. Selon Amnesty International, les autorités chinoises n'ont pas fourni de preuves corroborant les accusations portées contre lui.
Sa mère, Sonam Dekyi, manifesta à New Delhi sur la place de Jantar Mantar tous les jours, attirant l'attention de nombreuses personnes sur le sort de son fils. Elle fut invitée à se rendre dans des pays européens en 1998,.
Peu de temps avant cette tournée européenne, son fils fut transféré à la prison de haute sécurité de Powo Tramo.
En août 2000, sa mère et son oncle eurent la permission de lui rendre visite. Ngawang Choephel déclara à sa mère qu'il avait fait une grève de la faim pour protester contre l'absence de soins médicaux corrects et qu'il souffrait de troubles hépatiques, pulmonaires et gastriques, et probablement d'une infection urinaire et de la tuberculose. Après cette visite, sa mère rapporta que son fils était très faible, n'avait que « la peau sur les os », et le teint presque jaune pâle.
Son cas suscita l'attention de la communauté internationale et le soutien de musiciens dont Paul McCartney et Annie Lennox. Amnesty International adopta Ngawang Choephel comme « prisonnier de conscience ».
Après les attentats du 11 septembre 2001, le gouvernement chinois prit la décision stratégique d'améliorer ses relations avec les États-Unis. Une des conséquences fut la libération de prisonniers dont les cas furent soulevés par les États-Unis. En octobre 2001, un dialogue sur les droits de l'Homme se tint à Washington. Ngawang Choephel fut le premier des prisonniers à être libéré à la suite de ces interactions.
En 2002, Ngawang Choephel fut libéré pour « raison médicale » de la prison de Chengdu après six ans de détention. Accompagné d'un responsable du Gouvernement américain, il prit l'avion à Pékin le 12 janvier 2002 et arriva à Détroit le jour même.
En 2006, il travaillait comme pigiste pour Radio Free Asia à New York après l'avoir été de nombreuses années durant pour The Voice of America à Katmandou.
« Missing in Tibet », film racontant l'histoire de Ngawang Choephel, a reçu le prix du meilleur film des droits de l'homme (« best Human Rights Film ») lors d'un festival de cinéma à Taos dans le Nouveau Mexique.
Ngawang Chophel a réalisé Tibet in Song, un documentaire sorti en 2010 présentant les chants et danses traditionnels tibétains en voie de disparition, dénonçant une extinction culturelle.